# رتساتو
رتساتو (به ایتالیایی: Rezzato) یک کومونه در ایتالیا است که در استان برشا واقع شده‌است.

## خصوصیات
رتساتو ۱۸ کیلومترمربع مساحت و ۱۳٬۵۱۷ نفر جمعیت دارد و ۱۵۰ متر بالاتر از سطح دریا واقع شده‌است.

## خواهرخوانده
شهر بوگورودیتسک خواهرخواندهٔ رتساتو هست.

## نگارخانه

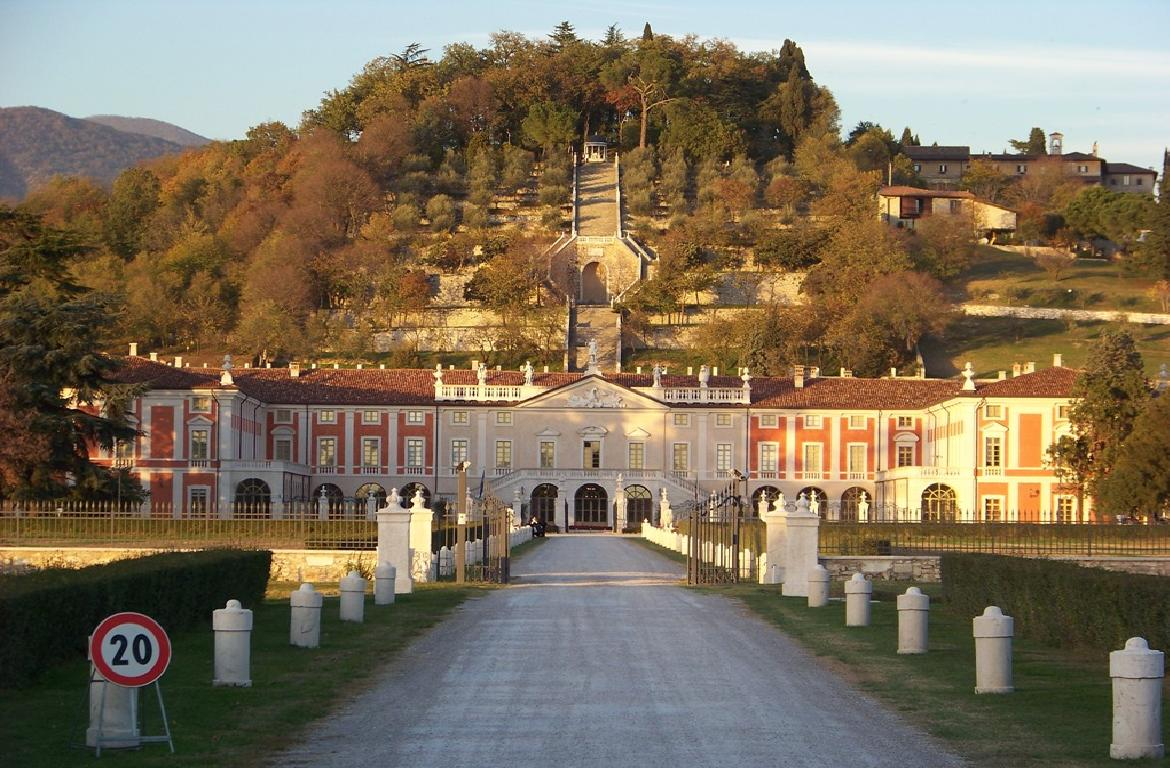
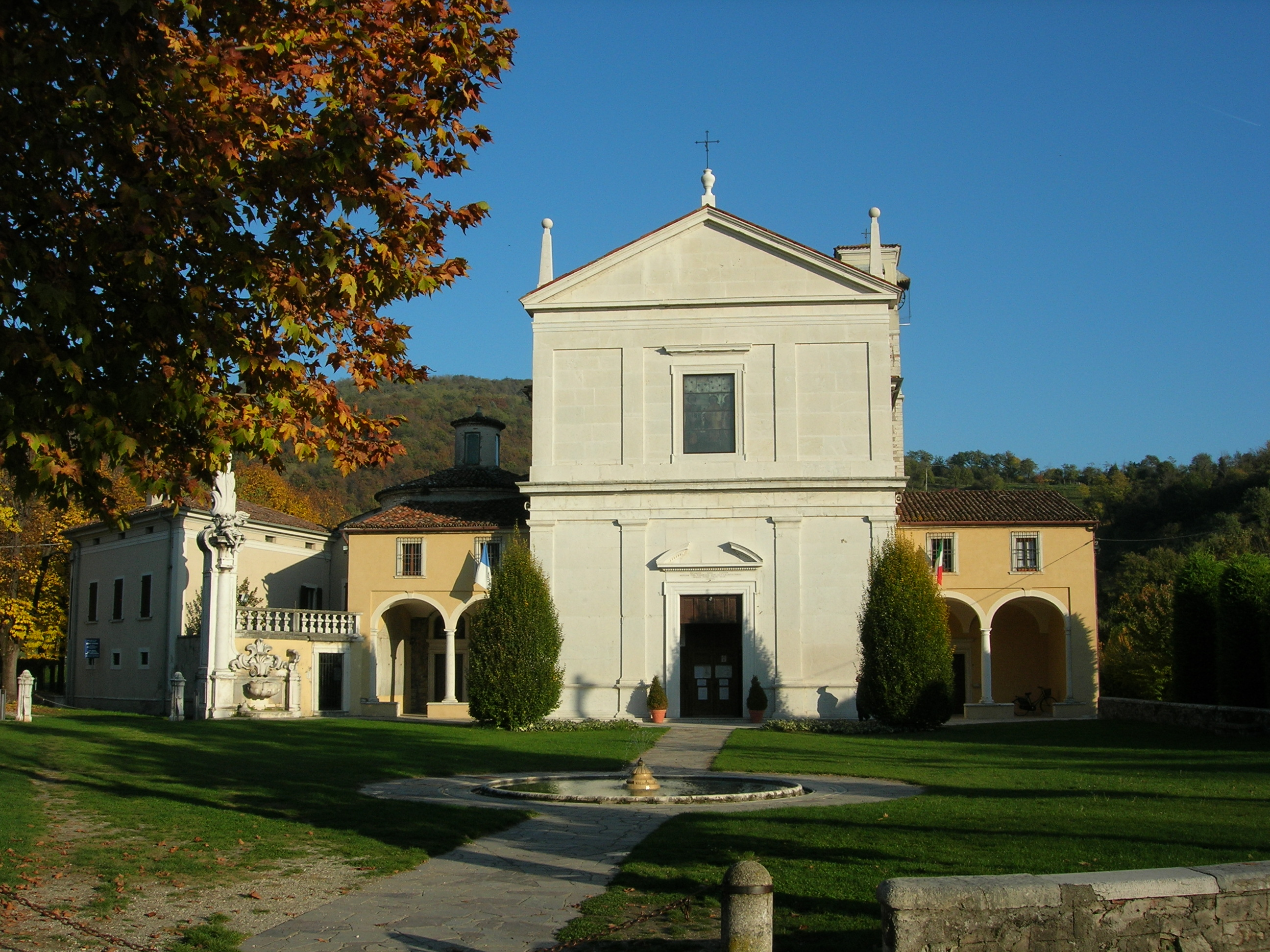
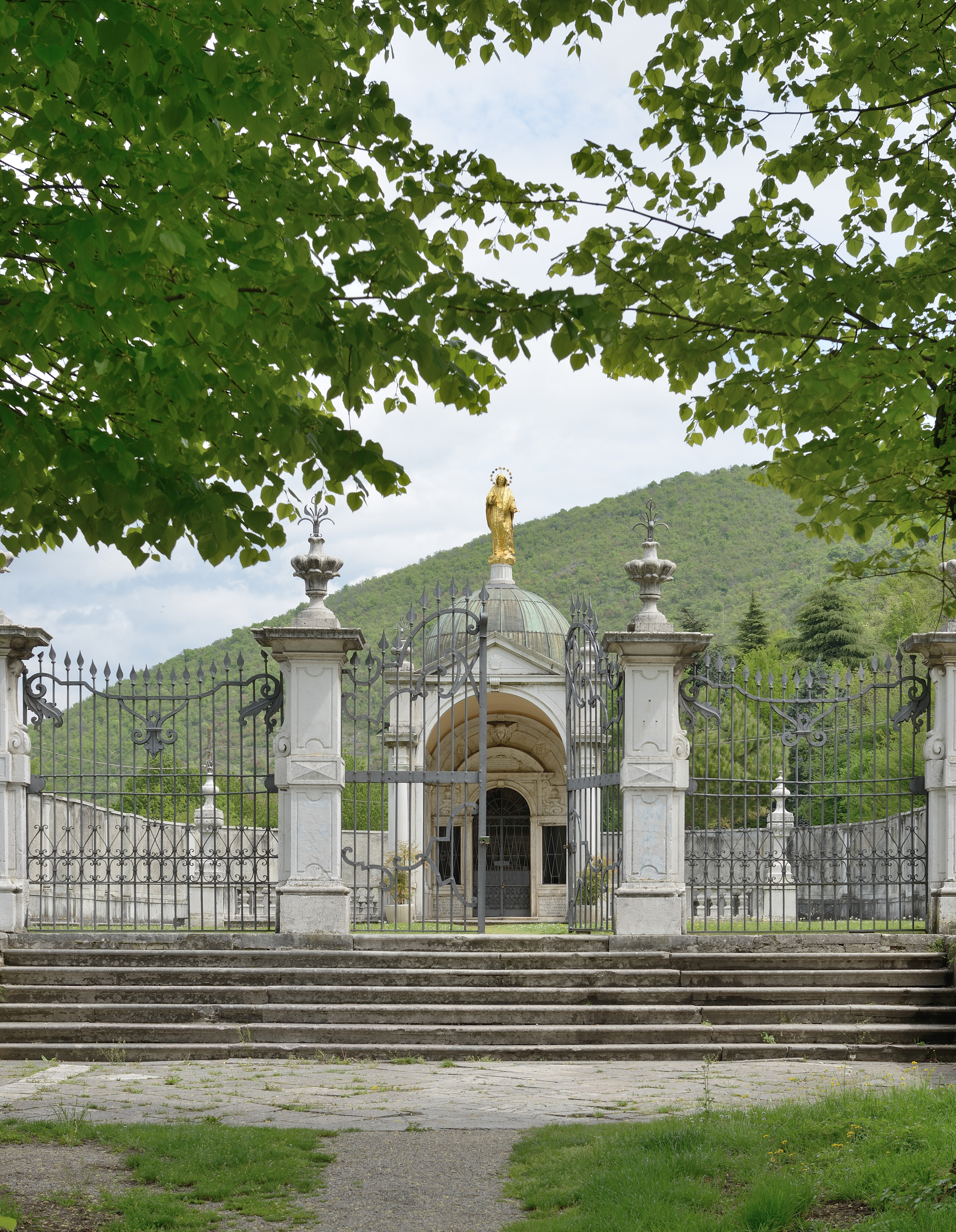
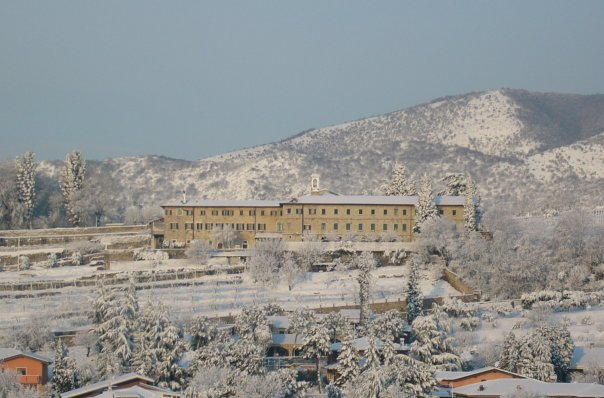
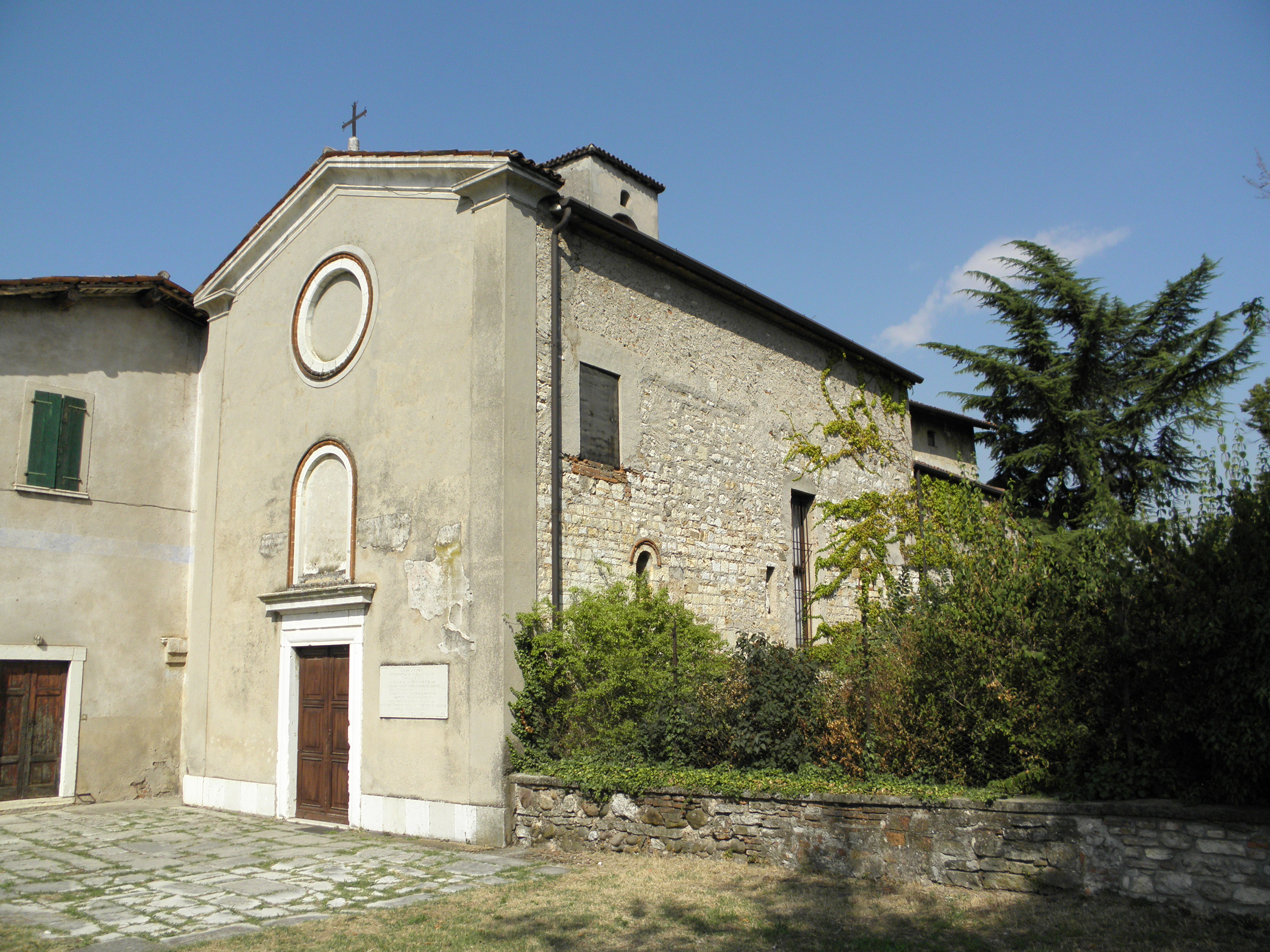
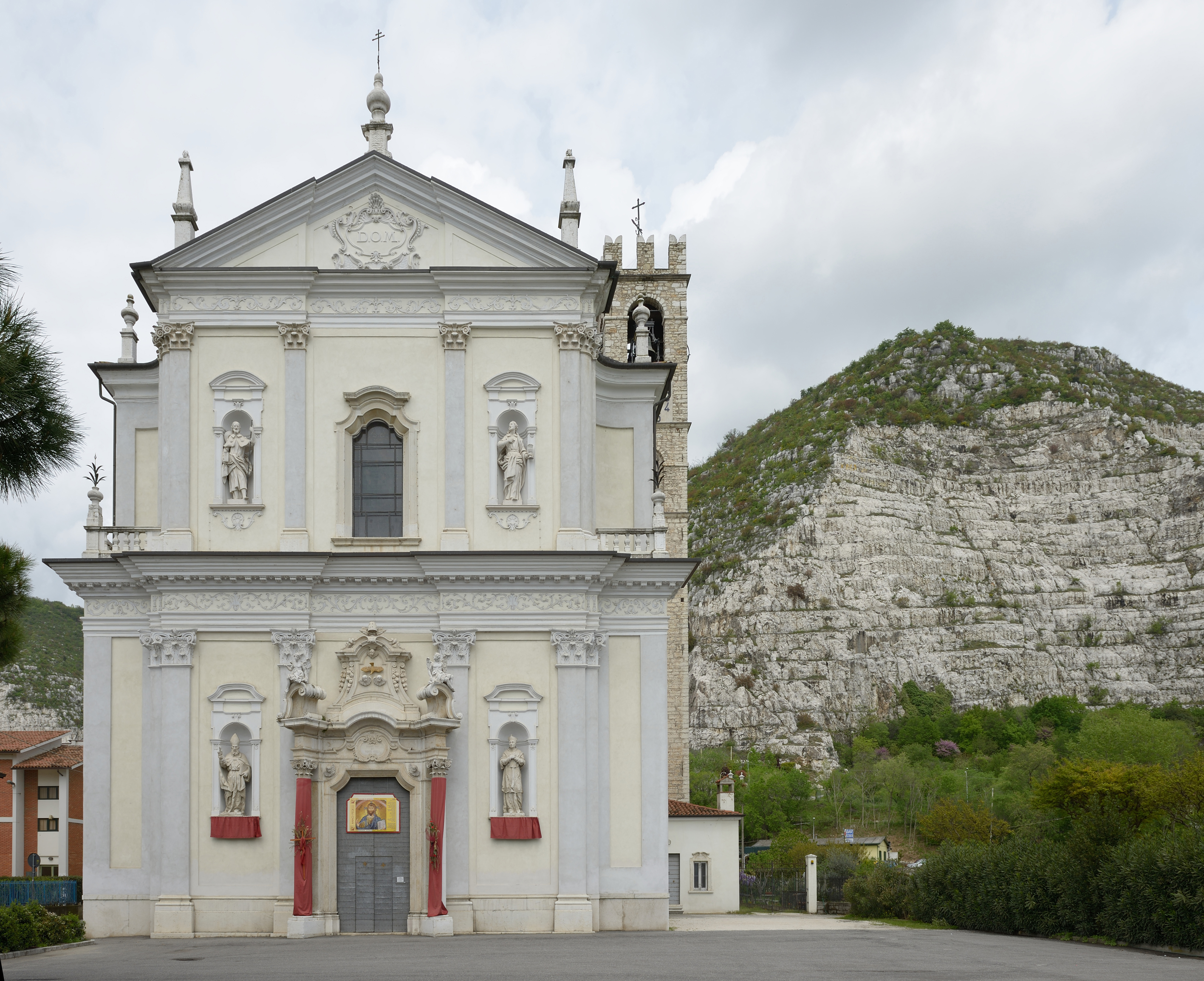
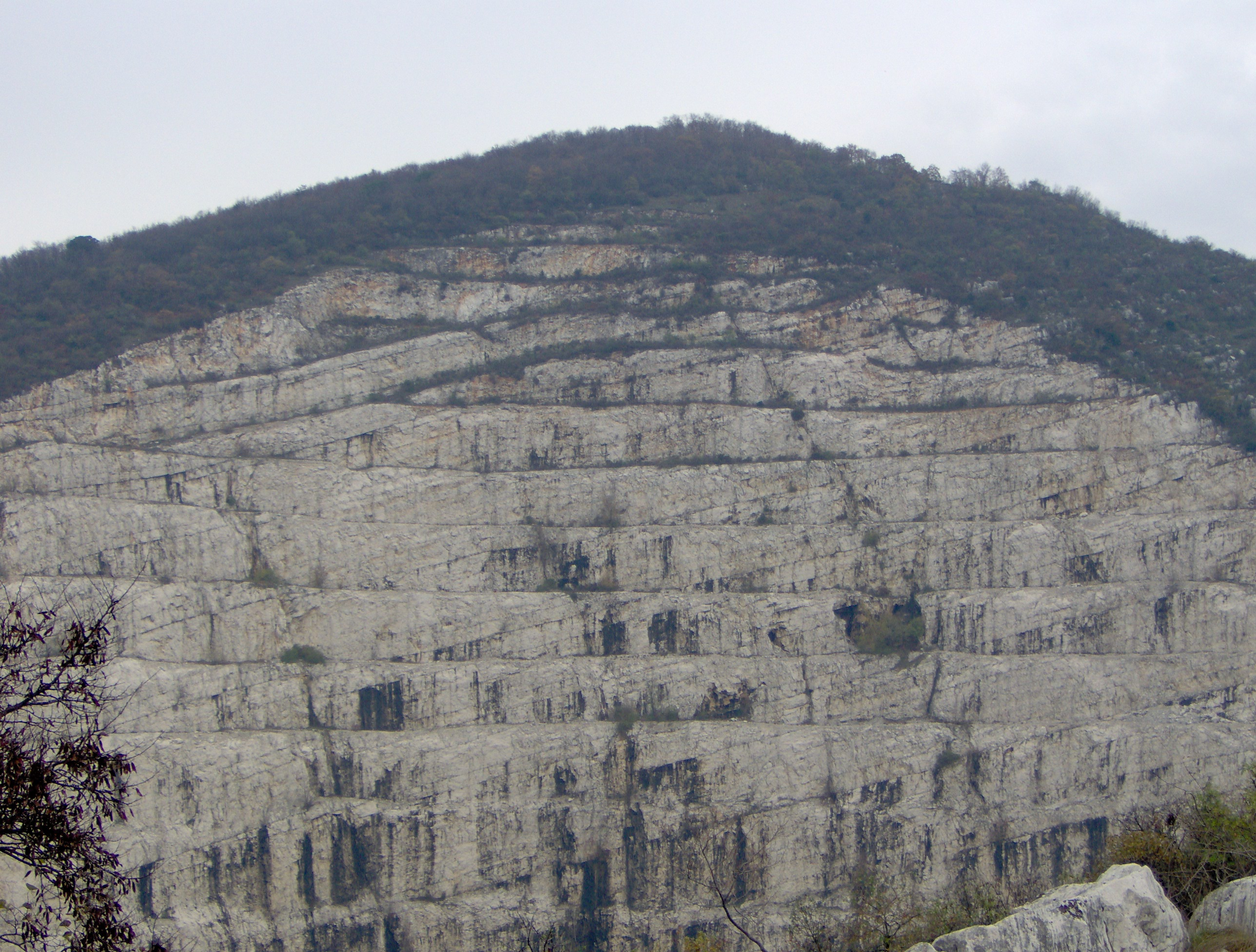
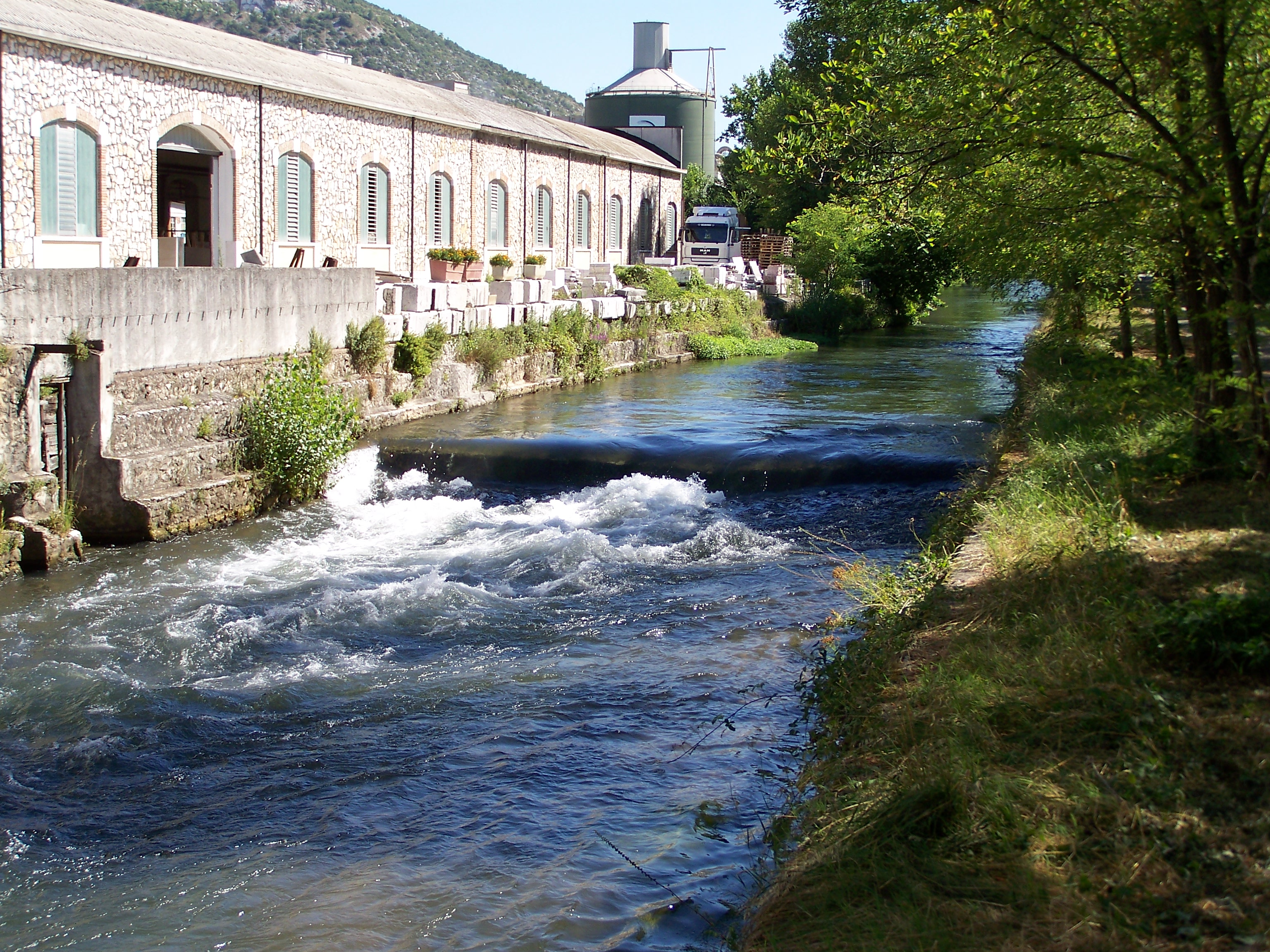
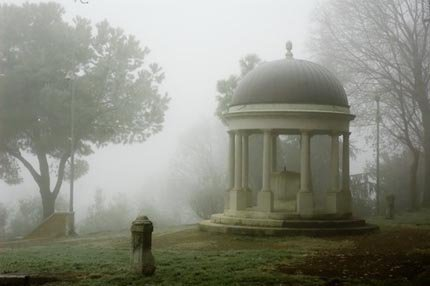